# Memories (Like Mike)
Memories is een nummer uit 2018 van de Belgische dj Like Mike, bekend van het dj-duo Dimitri Vegas & Like Mike. Het is het eerste nummer dat Like Mike zonder zijn broer uitbracht.
Speciaal voor de fans bracht Like Mike "Memories" uit als gratis nummer. Hij heeft het nummer zelf ingezongen. "Memories" klinkt anders dan de meeste Dimitri Vegas & Like Mike-nummers. Het heeft meer tekst, en is rustiger en emotioneler. Het nummer haalde de 6e positie in de Vlaamse Ultratop 50.